# Représentations diplomatiques en Hongrie

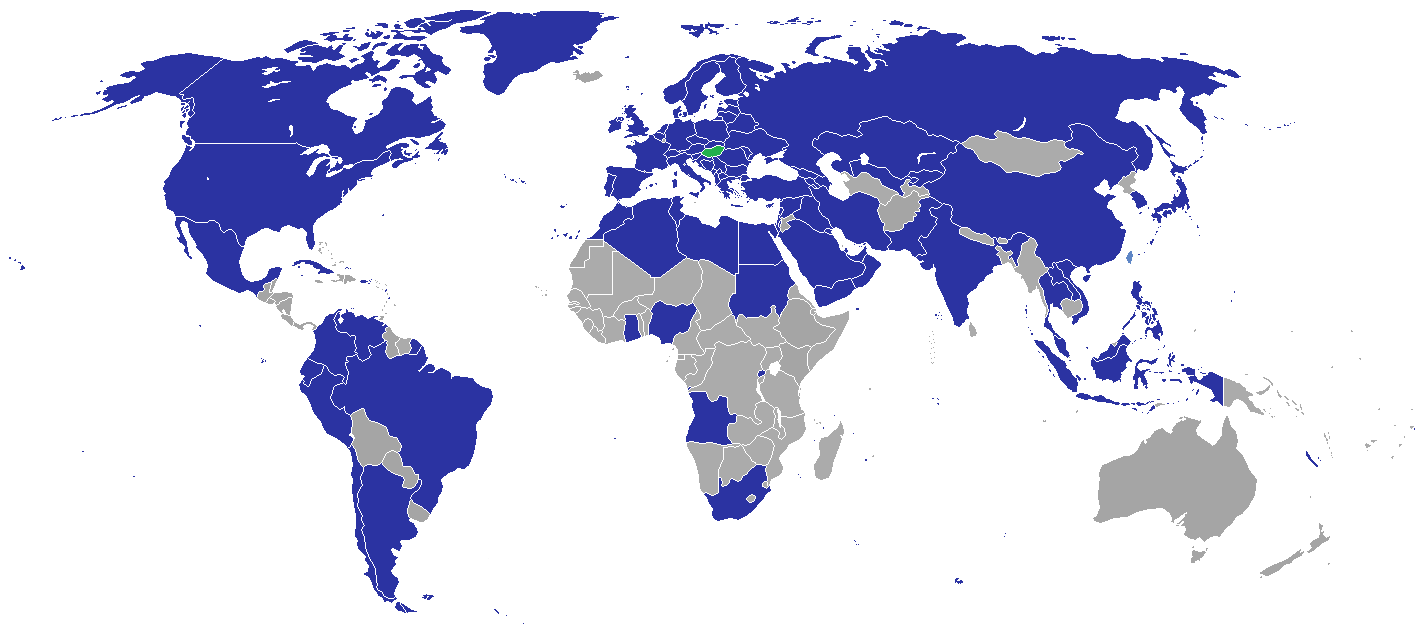
Carte des missions diplomatiques en Hongrie

Les représentations diplomatiques en Hongrie sont actuellement au nombre de 83. Il existe de nombreuses délégations et bureaux de représentations des organisations internationales et d'entités infranationales dans la capitale Budapest.

## Ambassades à Budapest
| - Albanie - Algérie - Angola - Argentine - Autriche - Azerbaïdjan - Biélorussie - Belgique - Bosnie-Herzégovine - Brésil - Bulgarie - Canada - Chili - Chine - Colombie - Croatie - Cuba - Chypre - Tchéquie - Danemark - Équateur - Égypte - Estonie - Finlande - France - Géorgie - Allemagne - Grèce - Vatican | - Inde - Indonésie - Iran - Irak - Irlande - Israël - Italie - Japon - Kazakhstan - Kosovo - Koweït - Lettonie - Liban - Libye - Lituanie - Malaisie - Mexique - Moldavie - Mongolie - Monténégro - Maroc - Pays-Bas - Nigeria - Macédoine du Nord - Norvège - Pakistan - Palestine - Pérou - Philippines | - Pologne - Portugal - Qatar - Roumanie - Russie - Arabie saoudite - Serbie - Slovaquie - Slovénie - Afrique du Sud - Corée du Sud - Espagne - Soudan - Suède - Suisse - Thaïlande - Tunisie - Turquie - Ukraine - Émirats arabes unis - Royaume-Uni - États-Unis - Venezuela - Viêt Nam - Yémen |